# Stanisław Terlecki
Stanisław Andrzej Terlecki (ur. 13 listopada 1955 w Warszawie, zm. 28 grudnia 2017 w Łodzi) – polski piłkarz grający na pozycji napastnika lub pomocnika.

## Życiorys

### Wczesne lata
Urodził się w Warszawie jako najmłodsze z trojga dzieci Teresy i Teofila Terleckich. Jego starszy brat Jerzy zginął tragicznie jako kilkuletni chłopiec, a starsza siostra Anna wyjechała do Australii. Jego rodzice pochodzili z Kresów. Po wojnie rodzina Terleckich osiedliła się w Piastowie. Babcia ze strony matki nazywała się Wiktoria Chamier-Gliszczyńska. Jego dziadek ze strony ojca, Józef, był oficerem w armii austro-węgierskiej.
Ukończył studia historyczne na Uniwersytecie Łódzkim.

### Kariera
Był wychowankiem szkółki Warszawskiego OZPN (Młodzieżowy Ośrodek Piłkarski), a jego pierwszym klubem była Stal-FSO Warszawa.
W 1973 przeszedł do drużyny zza miedzy, Gwardii. Po dwóch latach opuścił Warszawę i przeniósł się do Łódzkiego Klubu Sportowego. W łódzkim zespole grał w I lidze do 1980. W sumie w reprezentacji w latach 1976–1980 rozegrał 29 spotkań. Strzelił w nich 7 goli. Trzy kolejne zdobył w meczach, które nie były uznane za oficjalne (w 1979 z Czechosłowacją i w 1980 z Irakiem – 2).
Uważany za osobę bezkompromisową zarówno na boisku, jak i poza nim, co utrudniło mu karierę, a w latach osiemdziesiątych XX w. ostatecznie ją złamało. Nigdy nie zagrał w MŚ w piłce nożnej. Przed rozgrywanymi w Argentynie został kontuzjowany, a dwa lata później został odsunięty od reprezentacji po słynnej aferze na Okęciu – wtedy też wstawił się za Józefem Młynarczykiem, który miał nie pojechać na zgrupowanie do Włoch, i do kadry już nie wrócił.
W 1980 był członkiem komitetu strajkowego na Uniwersytecie Łódzkim.
W 1981, niechciany w Polsce, wyjechał do USA, gdzie występował w zespołach Golden Bay Earthquakes oraz New York Cosmos. Już po trzydziestce wrócił do kraju i ŁKS-u. W 1988 został zawodnikiem stołecznej Legii Warszawa, z którą zdobył dwa krajowe puchary. W 1990 ponownie wrócił do ŁKS, tym razem na 4 mecze. W następnym sezonie widniał w kadrze Polonii Warszawa gdzie w meczu z Borutą Zgierz jedyny raz zagrał w zespole ze swoim synem Maciejem. Następnie występował (amatorsko) w drużynie „ADA bis KP Bielany Warszawa”, która w sezonie 2005/2006 grała w warszawskiej klasie A.
W 1999 krótko był trenerem w Gwardii. Pod koniec lat 90. został prezesem i trenerem GLKS Nadarzyn. Od 2015 przez dwa i pół roku prowadził zajęcia piłkarskie z dziećmi w ramach umowy z Miejskim Ośrodkiem Sportu i Rekreacji w Łodzi.
W 2006 napisał autobiografię Pele, Boniek i ja opowiadającą o swoim życiu i historiach, w których uczestniczył.

### Działalność polityczna
Bez powodzenia kandydował do Sejmu w 1993 z listy Kongresu Liberalno-Demokratycznego, w 1997 i 2007 z listy Polskiego Stronnictwa Ludowego i w 2001 z listy Ligi Polskich Rodzin oraz do sejmiku województwa mazowieckiego w 2006 z listy Wspólnoty Samorządowej Województwa Mazowieckiego. W wyborach samorządowych w 1994 uzyskał mandat radnego gminy Warszawa-Centrum z ramienia komitetu Unia Wolności i Samorządności.
Zmarł 28 grudnia 2017 w Łodzi w wieku 62 lat. 5 stycznia 2018 został pochowany na cmentarzu Wolskim w Warszawie aleja 2, rząd 4, grób 17.
| Mecze i gole w reprezentacji | Mecze i gole w reprezentacji | Mecze i gole w reprezentacji | Mecze i gole w reprezentacji | Mecze i gole w reprezentacji | Mecze i gole w reprezentacji | Mecze i gole w reprezentacji | Mecze i gole w reprezentacji |
| Lp.                          | Data                         | Miasto                       | Przeciwnik                   | Akcja                        | Wynik                        | Grał                         | Rozgrywki                    |
| ---------------------------- | ---------------------------- | ---------------------------- | ---------------------------- | ---------------------------- | ---------------------------- | ---------------------------- | ---------------------------- |
| 1.                           | 16.10.1976                   | Porto                        | Portugalia                   |                              | 2:0                          | 75'                          | el. MŚ 1978                  |
| 2.                           | 31.10.1976                   | Warszawa                     | Cypr                         | Gol                          | 5:0                          | 90'                          | el. MŚ 1978                  |
| 3.                           | 13.04.1977                   | Budapeszt                    | Węgry                        |                              | 1:2                          | 72'                          | towarzyski                   |
| 4.                           | 24.04.1977                   | Dublin                       | Irlandia                     |                              | 0:0                          | 90'                          | towarzyski                   |
| 5.                           | 15.05.1977                   | Limassol                     | Cypr                         | Gol                          | 3:1                          | 66'                          | el. MŚ 1978                  |
| 6.                           | 29.05.1977                   | Buenos Aires                 | Argentyna                    |                              | 1:3                          | 57'                          | towarzyski                   |
| 7.                           | 12.06.1977                   | La Paz                       | Boliwia                      |                              | 2:1                          | 90'                          | towarzyski                   |
| 8.                           | 19.06.1977                   | São Paulo                    | Brazylia                     |                              | 1:3                          | 45'                          | towarzyski                   |
| 9.                           | 24.08.1977                   | Wiedeń                       | Austria                      | Żółta kartka                 | 1:2                          | 90'                          | towarzyski                   |
| 10.                          | 07.09.1977                   | Wołgograd                    | ZSRR                         |                              | 1:4                          | 90'                          | towarzyski                   |
| 11.                          | 26.04.1978                   | Warszawa                     | Bułgaria                     |                              | 1:0                          | 31'                          | towarzyski                   |
| 12.                          | 30.08.1978                   | Helsinki                     | Finlandia                    |                              | 1:0                          | 45'                          | towarzyski                   |
| 13.                          | 15.11.1978                   | Wrocław                      | Szwajcaria                   |                              | 2:0                          | 90'                          | el. ME 1980                  |
| 14.                          | 02.05.1979                   | Chorzów                      | Holandia                     |                              | 2:0                          | 45'                          | el. ME 1980                  |
| 15.                          | 19.08.1979                   | Słupsk                       | Libia                        | Gol                          | 5:0                          | 90'                          | towarzyski                   |
| 16.                          | 27.08.1979                   | Warszawa                     | Rumunia                      | Gol                          | 3:0                          | 78'                          | towarzyski                   |
| 17.                          | 12.09.1979                   | Lozanna                      | Szwajcaria                   | Gol · Gol                    | 2:0                          | 90'                          | el. ME 1980                  |
| 18.                          | 26.09.1979                   | Chorzów                      | NRD                          |                              | 1:1                          | 90'                          | el. ME 1980                  |
| 19.                          | 10.10.1979                   | Kraków                       | Islandia                     |                              | 2:0                          | 53'                          | el. ME 1980                  |
| 20.                          | 17.10.1979                   | Amsterdam                    | Holandia                     |                              | 1:1                          | 90'                          | el. ME 1980                  |
| 21.                          | 13.05.1980                   | Frankfurt                    | Niemcy                       |                              | 1:3                          | 90'                          | towarzyski                   |
| 22.                          | 28.05.1980                   | Poznań                       | Szkocja                      |                              | 1:0                          | 45'                          | towarzyski                   |
| 23.                          | 22.06.1980                   | Warszawa                     | Irak                         |                              | 3:0                          | 90'                          | towarzyski                   |
| 24.                          | 29.06.1980                   | São Paulo                    | Brazylia                     |                              | 1:1                          | 90'                          | towarzyski                   |
| 25.                          | 02.07.1980                   | Santa Cruz                   | Boliwia                      |                              | 1:0                          | 48'                          | towarzyski                   |
| 26.                          | 09.07.1980                   | Bogota                       | Kolumbia                     | Gol                          | 4:1                          | 90'                          | towarzyski                   |
| 27.                          | 24.09.1980                   | Chorzów                      | Czechosłowacja               |                              | 1:1                          | 4'                           | towarzyski                   |
| 28.                          | 12.10.1980                   | Buenos Aires                 | Argentyna                    |                              | 1:2                          | 71'                          | towarzyski                   |
| 29.                          | 19.11.1980                   | Kraków                       | Algieria                     |                              | 5:1                          | 66'                          | towarzyski                   |

## Życie prywatne
Miał czworo dzieci – synów Stanisława, Macieja (również piłkarze) oraz Tomasza i córkę Annę Marię.

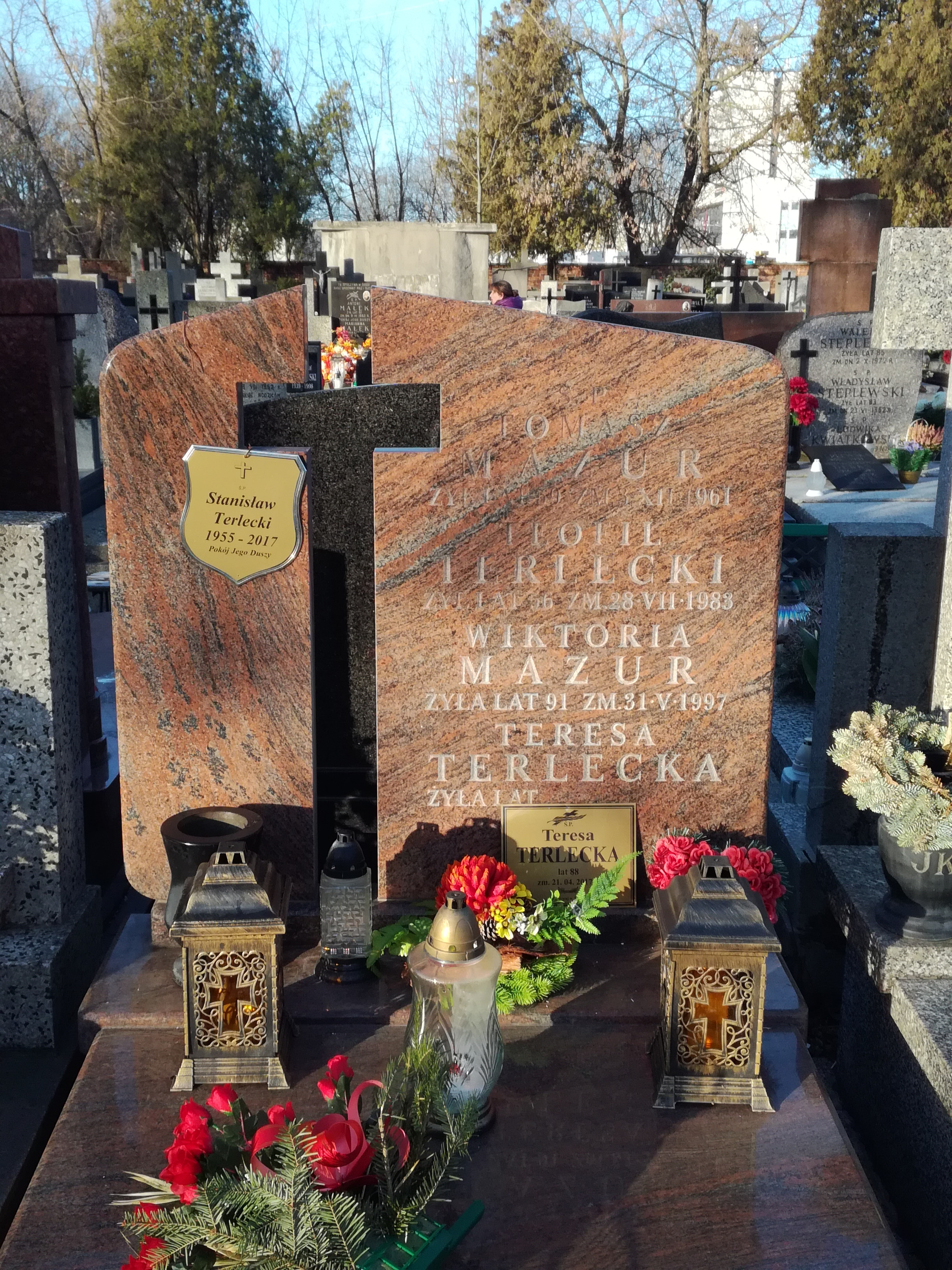
Grób Stanisława Terleckiego na cmentarzu Wolskim w Warszawie